# Эбадипур, Милад
Милад Эбадипур Гарахассанлу  (перс. میلاد عبادی‌پور‎‎; 17 октября 1993) — иранский волейболист, доигровщик национальной сборной Ирана и клуба «Ченстохова». Призёр Всемирного Кубка чемпионов, чемпион Азиатских игр. Участник Олимпийских игр.

## Карьера
В клубах
Профессиональную карьеру Милад Эбадипур начал в 2011 году в составе команды Калех Мазандаран из города Амоль. В первом же сезоне команда Эбадипура смогла выиграть чемпионат Ирана, прервав шестилетнюю победную серию столичного Пайкана. В следующем сезоне 2011/2012 игроки «Калех Мазандаран» завоевали бронзовые медали клубного чемпионата Азии, а на внутреннем уровне смогли защитить звание чемпионов страны. В 2013 году команда Эбадипура проиграла чемпионат Ирана, но смогла впервые в истории выиграть клубное первенство континента.
Два следующих сезона Милад Эбадипур провел в составе клуба Шахрдари из родного города Урмия, но не смог пополнить коллекцию своих наград. Зато в сезоне 2016/2017, выступая за тегеранский Сармайе Банк, он выиграл как национальное первенство, так и чемпионат Азии среди клубов, где стал обладателем приза лучшему доигровщику турнира.
В 2017 году кратковременно играл за катарский «Эр-Райян», после чего подписал контрах с польской Скрой из Белхатова. В составе «Скры» игрок стал чемпионом Польши (2018) и бронзовым призёром Лиги чемпионов (2019).
Далее карьеру продолжил в Италии в клубе «Милан». Летом 2023 года перешёл в российский клуб «Урал».
В сборной
В национальной сборной Ирана Милад Эбадипур дебютировал в 2014 году матчем против сборной Италии, а позднее в том же году стал победителем Азиатских игр, которые проходили в Южной Корее.
В 2016 году, уже будучи игроком стартовой шестёрки сборной, Эбадипур помог своей команде впервые в истории отобраться на Олимпийские игры.  В Рио-де-Жанейро Эбадипур вместе с капитаном сборной Фархадом Гаеми составил основную пару доигровщиков и за весь олимпийский турнир набрал 46 очков (из них 41 очко в атаке), став четвёртым по результативности игроком сборной на Олимпиаде.
На Всемирном Кубке чемпионов 2017 года Эбадипур стал одним из главных героев турнира. В играх с командами США и Бразилии он становился самым результативным игроком сборной и помог иранцам впервые подняться на третье место Всемирного Кубка. По итогам этого турнира Эбадипур попал в символическую сборную в паре с бразильцем Рикардо Лукарелли.
Со сборной Ирана Эбадипур дважды выиграл чемпионат Азии (2019, 2021). Стал капитаном национальной команды после ухода Саида Маруфа.